# Gérald Baticle
Gérald Baticle (ur. 10 października 1969 w Amiens) – były francuski piłkarz i trener.

## Kariera
Baticle rozpoczął swoją profesjonalną karierę w rodzinnym Picardie region w Amiens SC, ale szybko zwrócił uwagę Guy Roux, który zwerbował go do AJ Auxerre. Pierwszy mecz w Ligue 1 rozegrał 19 września 1991 przeciwko drużynie FC Metz. Na przełomie 1992/93 w barwach Auxerre walczył o Puchar UEFA, docierając do półfinału, gdzie jego zespół został wyeliminowany przez Borussię Dortmund po rzutach karnych.  Rok później Auxerre zdobyło swój pierwszy Puchar Francji wygrywając 3:0 z AJA Montpellier, a Baticle strzelił w tym meczu bramkę. Następnie zdecydował się przejść do RC Strasbourg, gdzie grali m.in.: Frank Lebœuf, Franck Sauzée i Aleksandr Mostowoj. Baticle spędził trzy sezony w Strasburgu, a po odejściu Lebœufa w 1996 roku wybrano go kapitanem. Został ponownie ofensywnym pomocnikiem i odegrał istotną rolę w Strasburgu w 1997 roku, przyczyniając się do zdobycia Pucharu Ligi. W grudniu 1999 r. został przeniesiony do FC Metz, gdzie grał na pozycji napastnika. Kiedy Metz spadł, Baticle przeniósł się do Troyes AC.

## Kariera trenerska
Baticle trenując przez trzy sezony młodzieżowy zespół AJ Auxerre do lat 18, dotarł do finału Coupe Gambardella w 2007 roku. W październiku 2008, Pascal Janin został zwolniony ze stanowiska na Stade Brestois i spekulowano, że dyrektor generalny Corentin Martins jest chętny do zatrudnienia swojego byłego kolegi z drużyny Auxerre w Brest. Wkrótce Baticle dołączył, wygrywając swój pierwszy mecz 4:0  przeciwko SC Bastia  7 listopada 2008. Został zwolniony w maju 2009 r. i zastępuje go Alex Dupont .

## Wyróżnienia
Jako gracz
- Coupe de France zwycięzca (1994)
- Coupe de la Ligue zwycięzca (1997)
- Puchar UEFA najlepszym strzelcem (1992/93)

Jako menedżer
- Coupe Gambardella (2007)